# Пассажирский поезд
Пассажирский по́езд — поезд, состоящий из пассажирских вагонов и служащий для перевозки людей и багажа. Несмотря на название, пассажирские поезда также могут перевозить и грузы. Так, согласно ПТЭ советских и российских железных дорог, пассажирский поезд может перевозить и почту. Наибольшее распространение пассажирские поезда получили во внутригородских (трамвай, метрополитен) и пригородных перевозках. В ряде стран поезда занимают значительный объём в междугородних пассажирских перевозках.

## Появление пассажирских поездов

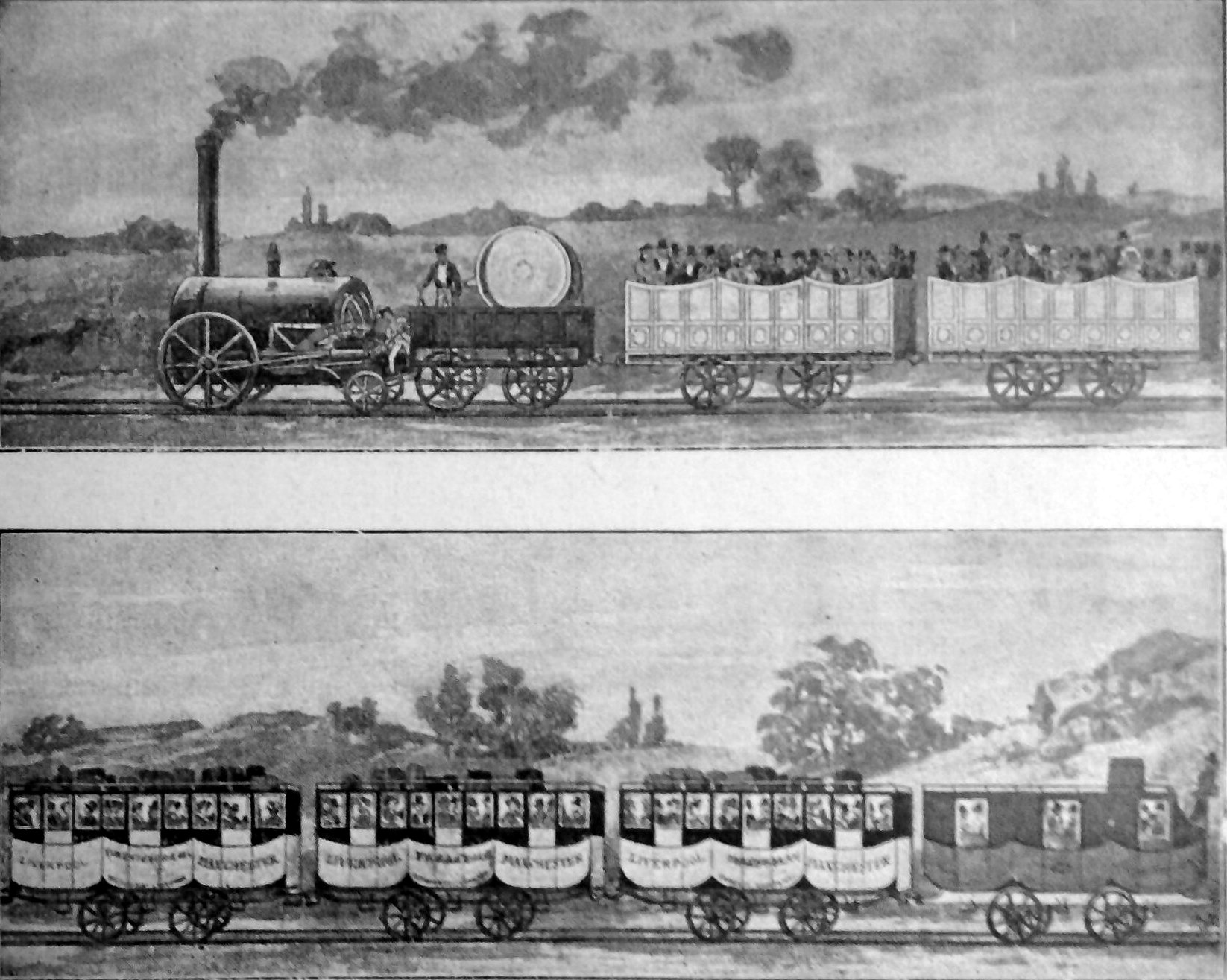
Пассажирские поезда на железной дороге Ливерпуль — Манчестер

Практически первым, кто прицепил к локомотиву пассажирский вагон, был Ричард Тревитик на созданном им же аттракционе «Поймай меня, кто сможет». Однако первый пассажирский поезд отправился 15 сентября 1830 года из Ливерпуля по только что открывшейся магистрали Ливерпуль — Манчестер. Публика быстро оценила возможности данного вида транспорта, который к тому же в середине XIX века был быстрейшим, в связи с чем пассажирские поезда получили достаточное распространение. В Российской империи курсирование пассажирских поездов началось в 1837 году по Царскосельской железной дороге.

## Классификация
Классификация пассажирских поездов достаточно разнообразна. В том числе, пассажирские поезда железных дорог разделяют по расстояниям (пригородные, местные, дальние), скоростям (скорые, скоростные и высокоскоростные), частоте сообщения (разовые, летние, круглогодичные). Также пассажирские поезда могут отличаться по типу вагонов (например, людской поезд, когда людей перевозят в грузовых вагонах, также относят к пассажирским) и характеру груза (почтово-багажные, грузопассажирские, туристско-экскурсионные).